# トグワジャレ
トグワジャレ（Tog Wajaale, Tog Wajale）は、ソマリランドとエチオピアの国境に位置する町。エチオピアとベルベラ港を結ぶ重要地点である。Togは渓谷を意味するソマリ語で、トグワジャレは単にワジャレ（ワジャーレ）とも呼ばれる。国境のエチオピア側にある集落も同じ名前だが、トグウチャレと発音される。

## 人口動態
ワジャーレの人口は、1995年には約1万人、2012年には約4万人と推定されている。この都市にはソマリ人が多く居住しており、主な氏族はハバルアワル氏族のサアドムーサ支族に属するジブリル・アボコルの分派である。
2022年の報告では、ワジャーレの人口は70,450人と推定されている。

## 地理
ワジャーレはソマリランドとエチオピアの国境に位置している。
ワジャーレからソマリランド側の北東に主要街道沿いに進むと首都ハルゲイサに着き、さらに進むとベルベラ港に着く。ワジャーレから北に主要街道沿いに進むと港町ゼイラに着き、そこから主要街道沿いに北西に進むと500キロメートルで隣国ジブチに着く。
エチオピア側に南西70キロメートル進むとジジガの町があり、さらに580キロメートル進むと首都アディスアベバに着く。

## 税関と入国管理国

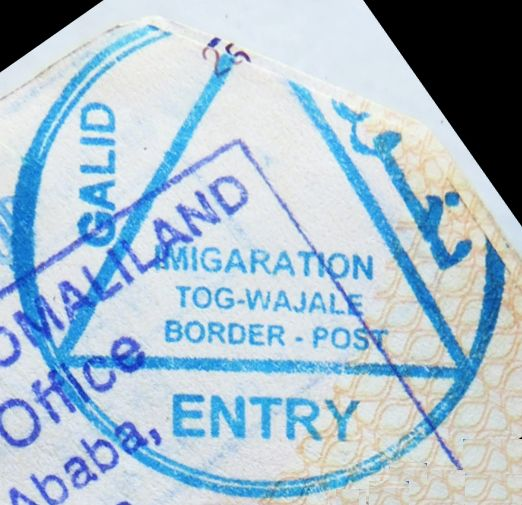
ワジャーレのソマリランド入国スタンプ

1985年12月以降エチオピアからの難民が増え、1986年4月時点でワジャーレの難民キャンプに避難してきた数は45,000人に達していた。難民の70％はオロモ人だった。
2002年、世界保健機関（WHO）は、ソマリランドへの出入りに使われる町として、ワジャーレを含む11の町をリストに挙げた。ワジャーレとラウヤードには税関および入国管理事務所が設置されている。

2009年6月、エチオピア政府はワジャーレの国境を一時閉鎖し、約20人の若手ソマリ人が逮捕されてジジガに連行された。

2012年1月、ヒューマン・ライツ・ウォッチは、ソマリランド政府がエチオピアからの政治難民を強制送還したことを批判した。

2012年11月、ソマリランドへの4つの入国地点（ハルゲイサ、ワジャーレ、ボラマ、ベルベラ）を管理するため、ハルゲイサに入国管理本部が開設された。

2012年、ソマリランドでの雇用不足により、エチオピアや他国への不法移民が増加した。2012年の最初の11か月間で、200人の若者がワジャーレ経由でソマリランドに強制送還された。

2015年12月、ソマリランド政府はワジャーレでエチオピアからの不法移民200人を逮捕した。

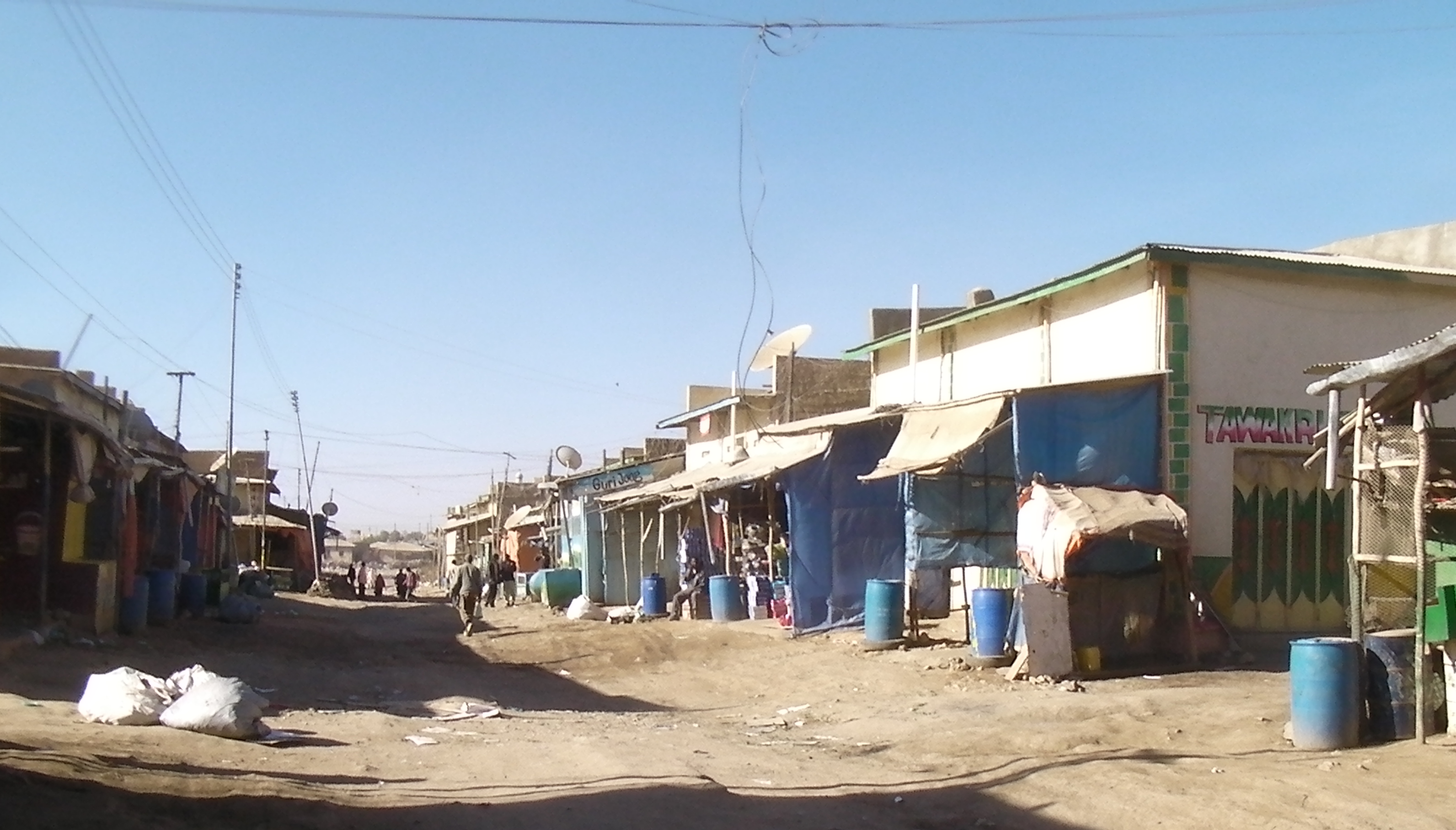
ソマリランド側
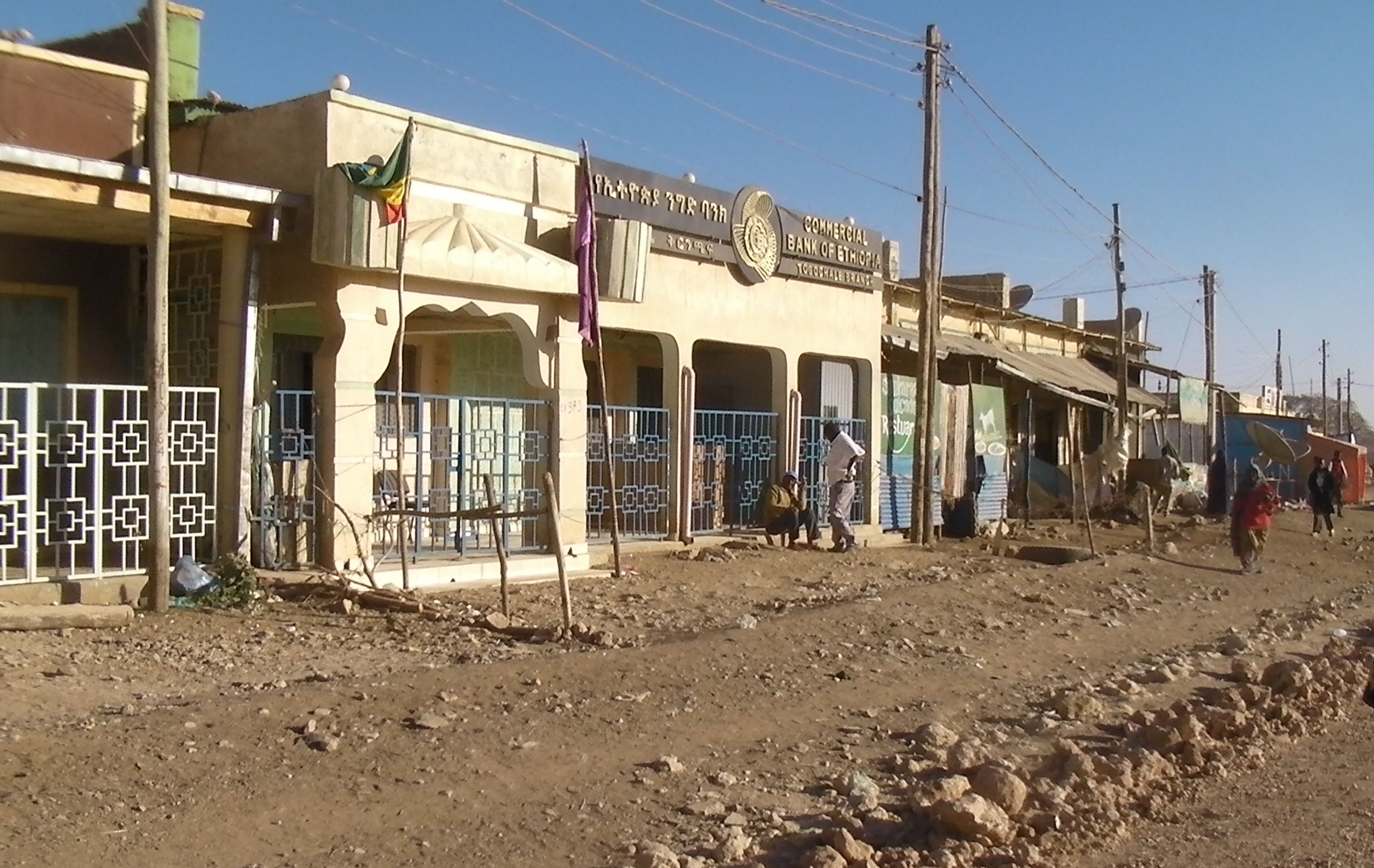
エチオピア側

## 物流と輸送
ワジャーレを経由してベルベラからエチオピアへ向かう道路は「ベルベラ回廊」と呼ばれ、エチオピアにとって重要な貿易ルートである。
:18
2011年8月、中国の石油会社ペトロトランスが、ベルベラ港の拡張を計画し、エチオピアへの輸出のためにワジャーレへ続く道路を含めることを発表した。

2020年12月、ソマリランド政府がエチオピアの物流業者に対し、ハルゲイサへの野菜輸送を直接行う許可を与えた。これ対しワジャーレの物流業者は、エチオピアでの物流権限を持たないため、この決定が不公平な競争を招くと批判した。

2022年11月時点で、ワジャーレとカラバイドを結ぶ道路の修復作業が行われている。

## 関連人物
- アフメド・ハッサン・アウケ（英語版） (1948年 - 2015年11月16日) - ソマリ人ジャーナリスト

## 最近の歴史

### ソマリア内戦前
1960年代初頭から、イサック氏族のジブリル・アボコルと、ガダブルシ氏族のリール・ヌールの間で紛争が発生し、ワジャーレにも影響を与えた。この紛争は両氏族が居住する地域で長期間続いたが、ワジャーレでは早くに和解が実現した。

1964年エチオピア・ソマリア国境戦争において、ワジャーレでエチオピア軍とソマリア軍の戦闘が発生し、町の大部分が破壊された。

1987年1月、国境なき医師団の国際職員10名がワジャーレで拉致されたが、2週間後に解放された。

### ソマリランド独立宣言後
1997年2月、ユニセフはガビレイ、アラブシヨ、ワジャーレの住民に対して、地域の健康問題について話し合いを主導した。
エチオピアのオガデン地方でソマリ人に対する税金が引き上げられたことにより、ソマリランドの国境の町ワジャーレへの移住者が急増し、人口が倍増した。その結果、2002年のソマリランド地方選挙では投票用紙が不足する事態となった。
2008年3月、ソマリランド大統領は新たに6つの地域と14の地区を設置することを発表し、ワジャーレはガビレイ地域のワジャーレ地区となった。
しかし、この分類は議会の承認を得られず、正式名称とはならなかった。
2009年2月、ケニア出身のイスラム教からの改宗者が、エチオピアからソマリランドへ入国しようとした際、ワジャーレの国境当局によって拘束され、暴行を受けた。
2009年4月、ワジャーレはソマリランド西部で発生した洪水の影響を受けた。
2010年、エチオピアとソマリランドを結ぶ道路沿いでHIVの感染が広がっており、その中心地がワジャーレであると報告された。
2011年6月、エチオピアの治安部隊がジジガでソマリランドの情報将校を逮捕した。これは、ソマリランド警察がワジャーレでエチオピアの私服警察官を逮捕したことへの報復と見られる。両国の治安当局がワジャーレに集まり、この問題の解決に向けた協議を行った。
2012年3月、ワジャーレで井戸が枯渇し、水不足が発生したため、住民はエチオピアから高価な水を購入せざるを得なくなったと報告された。この時点でワジャーレの人口は約40,000人と推定されており、ワジャーレの水供給プロジェクトは2015年まで完了しない見込みであった。
2013年11月、ソマリランド大統領夫人がワジャーレで孤児院を開設した。
2014年5月、ワジャーレでの抗議活動中に、警察官が民間人を射殺した。
2014年11月、ワジャーレで火災が発生し、20軒の家が焼失した。住民たちは、政府の対応が不十分であるとして抗議した。
2014年11月、ワジャーレで地震が発生した。
2017年12月、ワジャーレで大規模な火災が発生し、90軒以上の店舗が焼失した。
2018年8月、エチオピアで発生したオロミア・ソマリ衝突によりソマリ州が不安定化したが、ソマリランド領内のワジャーレでは平穏が保たれた。

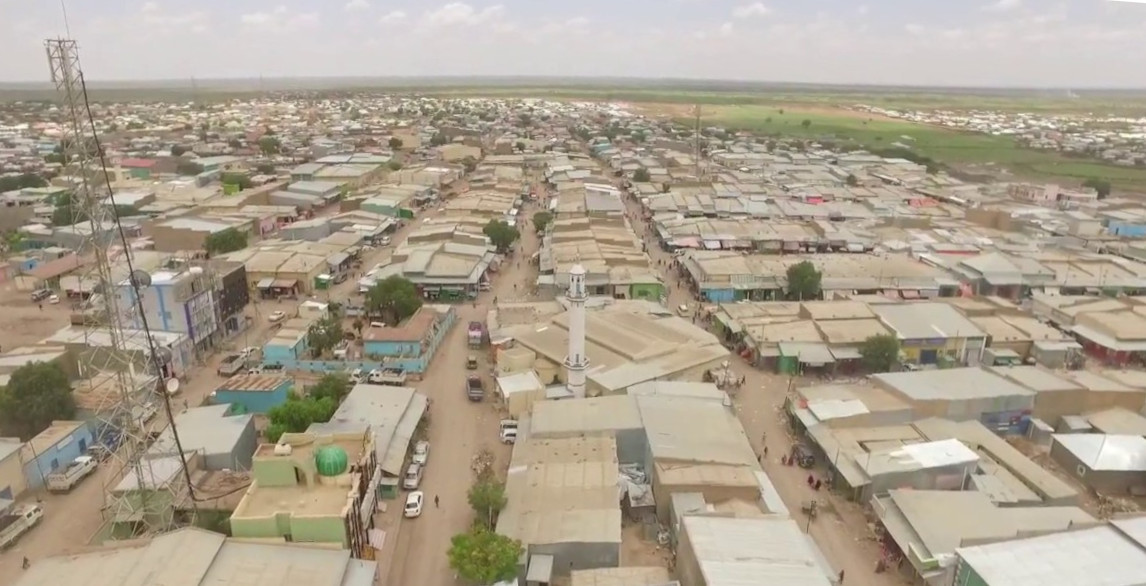
2020年のワジャーレ

2020年9月、ワジャーレで建設中の建物が崩壊し、4人が死亡した。
2021年4月、ソマリランドの財務大臣がワジャーレを訪問した。
2021年頃、1,800平方メートルの敷地に新たな市場が建設され、旧市場に取って代わった。